# Peter Kenyon

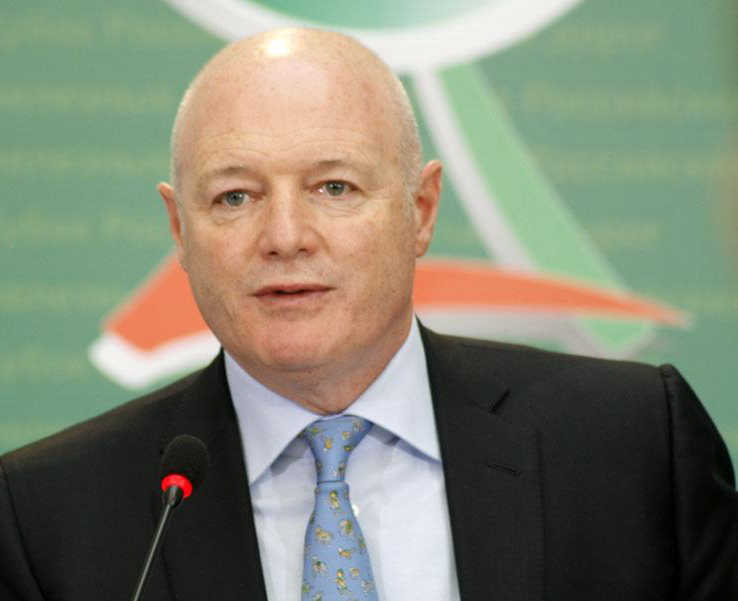
Peter Kenyon

Peter Kenyon (urodzony w 1954 r. w Stalybridge w hrabstwie Cheshire) – dyrektor wykonawczy klubu piłkarskiego Chelsea, występującego w angielskiej Premier League.
Ukończył West Hill School w Tameside. Jest byłym dyrektorem ds. produkcji i dyrektorem wykonawczym firmy Umbro, produkującej sprzęt sportowy. Pierwszy klub piłkarski, w którym pracował, to Manchester United, lecz wkrótce po przejęciu Chelsea przez Romana Abramowicza zainteresował się nim klub z Londynu. W lutym 2004 roku, po okresie przymusowego urlopu, oficjalnie dołączył do Chelsea. Wzbudziło to powszechne kontrowersje, gdyż Kenyon uważał się za dozgonnego kibica klubu z Manchesteru.
Ponieważ Roman Abramowicz nie udziela wywiadów ani nie uczestniczy w konferencjach prasowych, a prezes Chelsea Bruce Buck nie udziela się publicznie, to Kenyon jest głównym rozmówcą mediów we władzach klubu. Sprowadzono go do Chelsea ze względu na jego doświadczenie marketingowe, jego zadaniem miało być podniesienie przychodu klubu z tytułu reklam.
Od czasu podjęcia pracy w Chelsea nazwisko Kenyona pojawia się w związku z kontrowersyjnymi sytuacjmi, takimi jak próba przekonania menedżera reprezentacji Anglii Svena-Görana Erikssona do objęcia funkcji menedżera Chelsea, a także nielegalnymi rozmowami transferowymi z Ashleyem Cole'em, bez informowania o tych negocjacjach jego ówczesnego klubu Arsenalu. Jego bardzo biznesowy stosunek do sprzedawania klubów piłkarskich jako marek oburza część tradycyjnych kibiców.
Kenyon przyciągnął pewną krytykę po finale Ligi Mistrzów w 2008 roku w Moskwie, w którym Chelsea przegrała z Manchesterem United po rzutach karnych. Zwycięską stronę po odbiór medali prowadził sir Bobby Charlton, który, jako nieuczestniczący w grze, odmówił przyjęcia medalu. Chelsea po odbiór srebrnych medali prowadził Peter Kenyon, który przyjął medal od prezydenta UEFA, Michela Platiniego.